# Дирекция „Операции и подготовка“
Дирекция „Операции и подготовка“ е една от петте дирекции в Щаба на отбраната, наследник на Оперативното отделение.

## История
Началото на дирекцията е поставено през 1891 г., когато се приема Закон за устройство на въоръжените сили на Българското княжество, съгласно който Щаба на войската се състои от три отделения генералщабно (оперативно), мобилизационно и топографско. По време на Балканската (1912 – 1913), Междусъюзническата (1912) и Първата световна война (1915 – 1918) се развръща в отдел и влиза в състава на Щаба на действащата армия.
На 1 август 2018 г. за директор е назначен бригаден генерал Маргарит Михайлов, който заема длъжността до 1 август 2019 г.

## Наименования
През годините учреждението носи различни имена според претърпените реорганизации:
- Оперативно отделение (1891 – 1912)
- Оперативен отдел при Щаба на действащата армия (1912 – 1915)
- Оперативно отделение (1912 – 1913)
- Оперативен отдел при Щаба на действащата армия (1915 – 1918)
- Оперативно отделение (1918 – 1930)
- Оперативно отделение към отдел 1-ви на Щаба на войската (1930 – 1944)
- Оперативен отдел (1944 – 1951)
- Оперативно управление при Генералния щаб (1951 – 2000 г.)
- Главно оперативно управление при Генералния щаб (2000 – 2006 г.)
- Управление „Операции“ (от 2006 г.)
- Управление „Съвместна подготовка“ (от 2006 г.)
- Дирекция „Операции“ (до 1 юни 2008 г.)
- Дирекция „Съвместна подготовка“ (до 1 юни 2008 г.)
- Дирекция „Операции“ при Генералния щаб (1 юни 2008 – 1 юли 2009)
- Дирекция „Подготовка и използване на войските и силите“ (1 юли 2009 – 1 юли 2011)
- Дирекция „Операции и подготовка“ (от 1 юли 2011 г.)

## Ръководители
- Майор Православ Тенев (1895 – 1896), началник на Оперативно отделение в Щаба на армията
- Подполковник (полк. от 18.05.1900) Радко Димитриев (от март 1900), началник на Оперативното отделение в Генералния щаб
- Подполковник (полк. от 1911) Стефан Нерезов (1909 – 1912), началник на Оперативното отделение в Щаба на армията
- Полковник Стефан Нерезов (1912 – 1913), началник на Оперативния отдел в Щаба на армията
- Полковник Стефан Азманов (до 1915), началник на Оперативния отдел в Щаба на армията
- Подполковник Константин Георгиев (1915 – 6 декември 1917), началник на Оперативния отдел в Щаба на действащата армия
- Полковник Стефан Нойков (6 декември 1917 – 1918), началник на Оперативния отдел в Щаба на действащата армия
- Подполковник Иван Попов (от 1938), началник на Оперативното отделение в Щаба на войската
- Полковник Иван Попов (1941 – 1944), началник на Оперативния отдел в Щаба на войската
- Полковник Георги Николов (14 септември 1944 – 21 ноември 1944), началник на Оперативния отдел в Щаба на войската
- Генерал-майор Димитър Попов (януари 1948-август 1950), началник на Оперативния отдел (до 1 януари 1950), началник на Оперативното управление от 1 януари 1950
- Полковник (ген.майор от 8.09.1950) Иван Бъчваров (28 август – 14 декември 1950), началник на Оперативното управление на Генералния щаб
- Полковник Стамен Стоянов (май 1951-септември 1953), началник на Оперативното управление на Генералния щаб
- Полковник (ген.м-р от 04.10.1957) Атанас Семерджиев (септември 1953 – 2 август 1958), началник на Оперативното управление на Генералния щаб
- Полковник (ген.м-р от 19.09.1959) Христо Добрев (2 август 1958 – ?), началник на Оперативното управление на Генералния щаб
- Полковник Христо Радонов (към 1965), началник на Оперативното управление на Генералния щаб
- Полковник (ген.м-р от 07.09.1974) Радню Минчев (15 март 1973 – 1978), началник на Оперативното управление на Генералния щаб
- Генерал-лейтенант Христо Василев (1992 – 25 февруари 2000), началник на Оперативното управление на Генералния щаб
- Генерал-майор Съби Събев (25 февруари 2000 – 7 май 2001), началник на Главно оперативно управление на Генералния щаб
- Генерал-майор Димитър Зехтинов (7 май 2001 – 6 юни 2002), началник на Главно оперативно управление
- Генерал-майор Калчо Танев (6 юни 2002 – 3 май 2004), началник на Главно оперативно управление
- Бригаден генерал Галимир Пехливанов (3 май 2004 – 4 май 2005), началник на Главно оперативно управление
- Бригаден генерал Никола Славев (от 4 май 2005 – 2006), началник на Главно оперативно управление
- Бригаден генерал Никола Славев (1 юни 2006 – 26 април 2007), началник на управление „Операции“
- Бригаден генерал Йордан Йорданов (26 април 2007 – 1 юни 2008), началник на управление „Операции“
- Бригаден генерал Йордан Йорданов (1 юни 2008 – 1 юли 2009), директор на дирекция „Операции“
- Бригаден генерал Йордан Йорданов (1 юли 2009 – 1 юли 2011), директор на дирекция „Операции“
- Бригаден генерал Марин Начев (1 юли 2011 – 1 декември 2012), директор на „Операции и подготовка“
- Бригаден генерал Стефан Петров (27 май 2013 – 30 юни 2014), директор на „Операции и подготовка“
- Комодор Кирил Михайлов (30 юни 2014 – 1 декември 2015), директор на „Операции и подготовка“
- Полковник (бриг. ген. от 23.12.2016) Иван Ортомаров (23 март 2016 – 1 август 2018), директор на „Операции и подготовка“
- Бригаден генерал Маргарит Михайлов (1 август 2018 – 1 август 2019), директор на „Операции и подготовка“
- Бригаден генерал Станимир Христов (15 август 2019 – 15 януари 2022), директор на „Операции и подготовка“
- Полковник (бр. ген. от 1 октомври 2022) Станимир Йорданов (от 15 януари 2022 г.), (вр.и.д. директор на „Операции и подготовка“ до 1 октомври 2022)